# Amblyomma fulvum
Amblyomma fulvum är en fästingart som beskrevs av Neumann 1899. Amblyomma fulvum ingår i släktet Amblyomma och familjen hårda fästingar. Inga underarter finns listade i Catalogue of Life.